# سيلفيا هونيغر
سيلفيا هونيغر هي متزحلقة سويسرية، ولدت في 25 أبريل 1968.

## وصلات خارجية
- سيلفيا هونيغر على موقع الاتحاد الدولي للتزلج (التزلج الريفي) (الإنجليزية)
- سيلفيا هونيغر على موقع أوليمبيديا (الإنجليزية)